# Appomattox (rivier)
De rivier Appomattox is een rivier in het noordoosten van de Verenigde Staten van Amerika en mondt uit in de rivier James. De rivier stroomt door Centraal- en Oost-Virginia en is genoemd naar de Appomattoc-indianen die in de 17de eeuw op haar oevers woonden. De rivier bevloeit de landbouwgronden voor katoen en tabak in het gebied van de Piedmont en de kustvlakte ten zuidwesten van Richmond.
De Engelse kolonisten in Virginia noemden de rivier in eerste instantie Bristoll River, maar deze naam beklijfde niet anders dan de indiaanse naam, die aanvankelijk ook gespeld werd als Apamatuck, Apamutiky, Appamattuck, Appomattake of Apumetecs.
De rivier ontspringt in de Piedmont-heuvels van het noordoosten van de county Appomattox, ongeveer 16 km ten noordoosten van de plaats Appomattox. Ze stroomt naar het zuidoosten door het Appomattox-Buckingham State Forest naar Farmville. Van Farmville stroomt ze in een grote boog over de kustvlakte en passeert Richmond en het Lake Chesdin reservoir. De rivier stroomt door Petersburg en stroomt in de James River bij City Point in Hopewell.
De Appomattox was een strijdtoneel aan eind van de Amerikaanse Burgeroorlog.
- National Archives and Records Administration: 10038779
- Virtual International Authority File: 315530919